# Harley-Davidson Freewheeler
La Harley-Davidson Freewheeler est un tricycle motorisé commercialisé par Harley-Davidson en août 2014 pour l'année modèle 2015. Il est désigné FLRT.
Il est animé par un moteur V-twin de 1 690 cm3 refroidi par air de 142 N m de couple avec une transmission à six vitesses et marche arrière.
Le modèle se distingue de l'autre trike Harley-Davidson, le Tri Glide Ultra Classic, avec son mini guidon ape hanger et ses garde-boues bobtail découpés abaissant le profil, une selle sans dosseret et sans carénage avant.
La version 2017 propose le nouveau moteur Milwaukee-Eight de 1 745 cm3.